# Jablance, Kostanjevica na Krki
Jablance so naselje v Občini Kostanjevica na Krki.